# 棟門

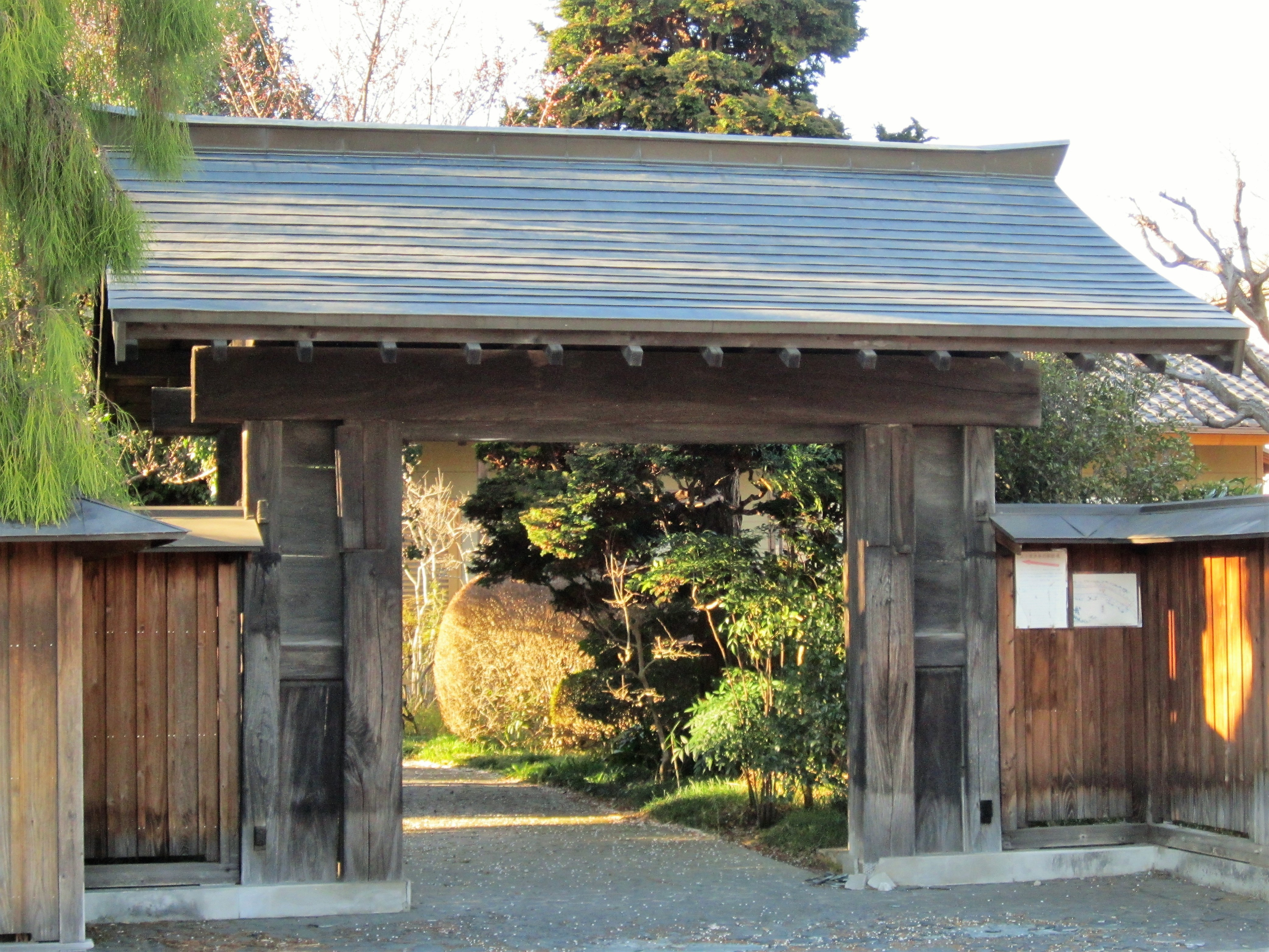
村上家棟門（群馬県さくら市）

棟門（むねもん/むなもん/むねかど/むなかど）は、日本の公家や武家の邸宅や寺院の塔頭などで用いられた屋根つきの門。四脚門よりは下、腕木門よりは上と考えられている。

## 特徴
二本の円柱の本柱の上部にある梁行に桁を受けるために女梁・男梁を重ねる。下側の女梁が上側の男梁を支え、男梁を本柱から前後に出す。また、桁行には冠木を載せて左右の柱をつなぐ。男梁上には板蟇股を挟んでいる。男梁の先端部に載せた軒桁と男梁の中央部に置いた板蟇股に渡した棟木で切妻屋根を架ける。屋根は本瓦葺、桧皮葺、銅板葺などによる。通常は控柱を設けず脇の築地塀に支えられて立っている要素が強いが反面そのために不安定な構造になってしまうため、日本のありふれた門形式でありながら遺例は少ない。